# Sapranthus
Sapranthus é um género botânico pertencente à família Annonaceae.

## Espécies
- Sapranthus campechianus (Kunth) Standl.
- Sapranthus chiapensis G.E. Schatz
- Sapranthus hirsutus van Rooden ex G.E. Schatz
- Sapranthus humilis Miranda
- Sapranthus microcarpus (Donn.Sm.) R.E.Fr.
- Sapranthus palanga R.E.Fr.
- Sapranthus violaceus (Dunal) Saff.
- Sapranthus viridiflorus G.E. Schatz
- Sapranthus pinedai Ortiz-Rodr [3]